# 玄虚
玄虚（げんきょ、生年不詳－仁和3年（887年）以前）は、平安時代前期の真言宗の僧。広隆寺の大別当。俗姓は不明。

## 略歴
貞観15年（873年）の『広隆寺資財帳』によれば、仏物として熟銅（精錬の必要のない自然銅）の仏御鉢・平文経台・礼堂柱纏など、法物として白銅香台・金銅花瓶・平文手洗・黒漆手洗・著手巾平文杖などを広隆寺に奉納している。
また仁和3年（887年）の『広隆寺資財交替実録帳』によれば、上記の他に貞観年中（857年－877年）に広隆寺金堂に懸半蔀を作り加えたと記されているが、同帳に「故」と記載されていることから仁和3年以前に没したと考えられる。